# Pentagonica divisa
Pentagonica divisa är en skalbaggsart som beskrevs av Darlington. Pentagonica divisa ingår i släktet Pentagonica och familjen jordlöpare. Inga underarter finns listade i Catalogue of Life.